# Battaglia di Momotsugi
La battaglia di Momotsugi fu combattuta il 9 ottobre 1539 quando un esercito del clan Iriki-in (fedele a Shimazu Takahisa) prese d'assalto il castello di Iwaya, alleato del rivale Shimazu Sanehisa.
Sanehisa era stato il signore del castello di Izumi nella provincia di Satsuma. Era un membro di una famiglia leale al clan Shimazu. Nel 1526 si ribellò contro Shimazu Katsuhisa e riuscì a cacciarlo dalla provincia. Sanehisa tentò quindi di affermarsi come forza indipendente. Con la fedeltà del clan divisa, Iriki-in Shigetomo rimase fedele a Katsuhisa e al suo successore Takahisa.
Nel 1536, senza dubbio per incoraggiare gli Iriki-In, Katsuhisa assegnò il castello di Momotosugi a Iriki-in Shigetomo, anche se al momento Momotosugi era in realtà nelle mani di Sanehisa. L'anno seguente Katsuhisa premiò gli Iriki-In con il castello di Koriyama, ma questa roccaforte non ebbe bisogno di un assalto per prenderla in custodia.
Il 9 ottobre 1539 Shigetomo prese d'assalto Momotsugi in un raid notturno e guadagnò sia il castello che il rispetto di Takahisa.